# Йохан Тунман
Йохан Ерик Тунман на шведски: Johann Erich Thunmann (1746 – 1777), швед по произход, е един от първите историци, които пишат на немски език.

## Съчинения
В „Изследвания върху историята на източноевропейските народи“, той описва историята на народите, живели по Черноморското крайбрежие до идването на ордите на Чингиз хан. Там отделя внимание и на българската история. Тунман започва историята на българите от 487 г.- „първото им преминаване през Дунава и техния разгром от войската на остготския крал Теодорих“. Той разглежда българската история успоредно с унгарската, като проследява нападенията на прабългарите и славяните над Византийската империя по години. След създаването на обща държава между тях се извършва едно силно доминиране от страна на славяните в областта на езика, обичаите, традициите. Според Тунман българският владетел Крум е „най-големият завоевател на своето време“.